# John Townshend (1757-1833)
John Townshend (19 janvier 1757 - 23 février 1833) est un homme politique britannique.

## Biographie

### Jeunesse
Il est le deuxième fils du maréchal George Townshend, 1er marquis Townshend de sa première épouse Charlotte Compton (en), 16e baronne Ferrers de Chartley et 7e baronne Compton. George Townshend, 2e marquis Townshend est son frère aîné et Charles Townshend son oncle. 
Il fait ses études au Collège d'Eton et au St John's College, à Cambridge.

### Vie publique
Il est élu à la Chambre des communes pour l'Université de Cambridge en 1780, poste qu'il occupe jusqu'en 1784, avant de représenter Westminster de 1788 à 1790 et Knaresborough de 1793 à 1818. 
Il est admis au Conseil privé en 1806 et sert auprès de William Grenville, 1er baron Grenville en tant que payeur des forces (aux côtés de Richard Temple-Nugent-Brydges-Chandos-Grenville, 1er duc de Buckingham et Chandos) entre 1806 et 1807.

## Famille

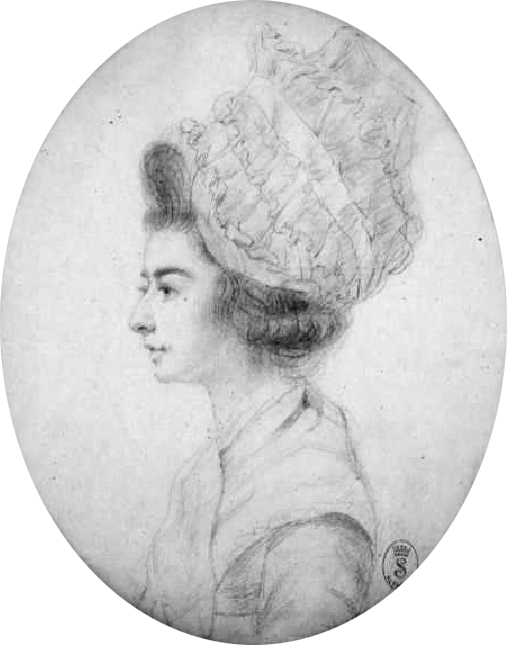
Georgina Poyntz, Lady Townshend.

Il épouse, le 10 avril 1787, Georgiana Ann Poyntz (1763-1851), fille de William Poyntz et d'Isabella Courtnay. Ils ont six enfants.
- Audrey Harriet Townshend (1er février 1788 - 24 mars 1873) épouse Robert Ridsdale (1791 - 21 mai 1876, dont descendance ;
- Elizabeth Frances Townshend (2 août 1789 - 10 avril 1862) épouse Augustus Clifford, 1er baronnet de la Navy[2] (26 mai 1788 - 8 février 1877, dont descendance ;
- Jane Townshend (1792 - 7 mars 1878) épouse John Hildyard (?- 13 février 1855, dont descendance ;
- Charles Fox Townshend (28 juin 1795 - 2 avril 1817), célibataire, sans enfants ;
- John Townshend, 4e marquis Townshend (28 mars 1798 - 10 septembre 1863) épouse Elizabeth Jane Stuart (18 juillet 1803 - 16 avril 1897, dont descendance ;
- George Osborne Townshend (13 novembre 1801 - 27 janvier 1877) épouse Jessie Victoria MacKellar (19 décembre 1819 - 16 avril 1897, dont descendance.